# Español vallegrandino
El español vallegrandino es un dialecto del idioma español, también conocido como español vallense, es el antiguo nombre del dialecto del español que se habla principalmente en las provincias bolivianas de Vallegrande y Caballero y en menor medida en la provincia de Florida, ubicadas en el Departamento de Santa Cruz. Esto tiene sentido histórico ya que en el tiempo de la independencia del país, Vallegrande era una de las cinco provincias originales del departamento de Santa Cruz (las otras eran Cercado, Cordillera, Chiquitos y Moxos), y esta fue dividida durante el periodo republicano en las tres provincias mencionadas anteriormente.
En esta región, conocida como los Valles Bolivianos, el español es hablado por casi la totalidad de la población. Debido a las barreras naturales entre valle y valle, es la región del departamento de Santa Cruz que presenta la mayor diversidad de acentos y donde mejor se conserva el legado del español colonial.

## Historia
La región estuvo originalmente poblada por tribus arawakas, como los chané. La expansión incaica también llegó a la región pero fue expulsada por la invasión de hordas guaraníes que dominaron los valles, y sometieron al vasallaje a los moradores originales, tomando como suyas a las mujeres chanés y quechuas que capturaron. Los españoles fundaron la primera población permanente en Vallegrande en 1612 con la misión de fundar otros pueblos y poblar la región, sirviendo de esta manera como contención a los constantes ataques de los guaraníes a los españoles en la ruta de Santa Cruz de la Sierra a Charcas y Potosí. Al igual que en Santa Cruz, muchos de los primeros habitantes españoles de Vallegrande eran judíos conversos, quienes escaparon de la persecución de la Inquisición y las autoridades locales de Potosí y La Paz quienes los acusaban de judaizantes. Los españoles que fundaron Vallegrande vinieron de Lima y Potosí con sirvientes mestizos e indios quechuaparlantes, y se acoplaron a los españoles y mestizos venidos de Santa Cruz que ya habían estado luchando contra los guaraníes de estos valles. 
Durante la colonia y el siglo diecinueve, Vallegrande se convirtió en un importante centro comercial, agrícola y cultural, e históricamente fue el segundo asentamiento urbano más grande de Santa Cruz. Muchas familias se establecieron en Vallegrande y viceversa. La población guaraní eventualmente se mestizó con el resto de componentes que se asentaron en la zona, creando así una unidad cultural con sus particularidades en cada valle. 
A partir de la segunda mitad del siglo diecinueve, los valles de la región recibieron la migración de varias familias árabes, algunos españoles, italianos y croatas. En la segunda mitad de siglo veinte con la construcción de la carretera que une la ciudad de Santa Cruz de la Sierra con Cochabamba, muchas personas de otras regiones del país se asentaron sobre los pueblo de la carretera, al igual que un gran número de extranjeros, principalmente europeos en el valle de Samaipata.
Todo este legado histórico explica las particularidades del dialecto de la región el cual está mejor conservado en las poblaciones de más difícil acceso.

## Fonología, fonética y morfología
El español vallegrandino presenta mayormente características similares al resto de los dialectos del español camba, con algunas peculiaridades propias de la zona. Similitudes:
- El uso del voseo es hegemónico y presenta el paradigma en el presente de indicativo (vos tomás, vos comés, vos vivís) y presente de subjuntivo (vos tomés, vos comás, vos vivás).
- No se da el asibilamiento fuerte de las vibrantes ni el intenso ensordecimiento y pérdida de vocales que ocurren en la región andina.
- Con la /s/ posnuclear se da: la aspiración o eliminación ante consonante (los perros [loh ˈpe.roh]), aspiración ante vocal preferentemente en frontera morfológica, esto es con el prefijo des, un artículo, un pronombre o un adjetivo (desaprobar [de.h-a.proˈβaɾ], nosotros [no'h-o.tɾoh]), aspiración o eliminación ante pausa (padrastros [paˈdɾah.tɾoh]) y hay casos de rotacismo (limosnero [li.mohˈne.ɾo]).
- La /d/ al final de las palabras no se pronuncia (claridá = claridad)
- Las terminaciones en /ado/ se sustituyen por /ao/ (cansao = cansado)

La principal diferencia con las otras modalidades del español del oriente boliviano, resta en la preservación de un mayor número de arcaísmos y presencia de palabras prestadas del quechua.
- Los arcaísmos son más comunes en el lenguaje hablado: yo truje mi caballo = yo traje mi caballo
- Las palabras nativas son más comunes en nombres propios de plantas, frutas y lugares: achira  (quechua), guapurú  (chané), masicurí (guaraní)